# برقايل

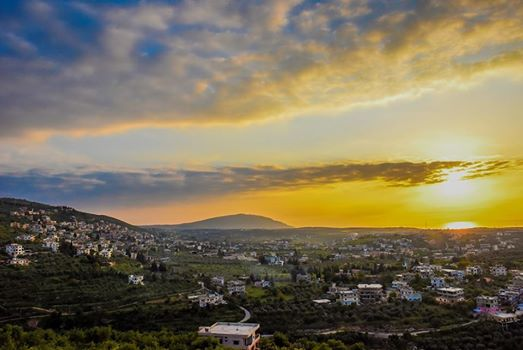
بلدة برقايل

برقايل هي قرية لبنانية من قرى قضاء عكار في محافظة الشمال. تقع في تجمع للقرى يسمى الهضبات.تقع بلدة برقايل على سفح جبلي مطل على البحر. 

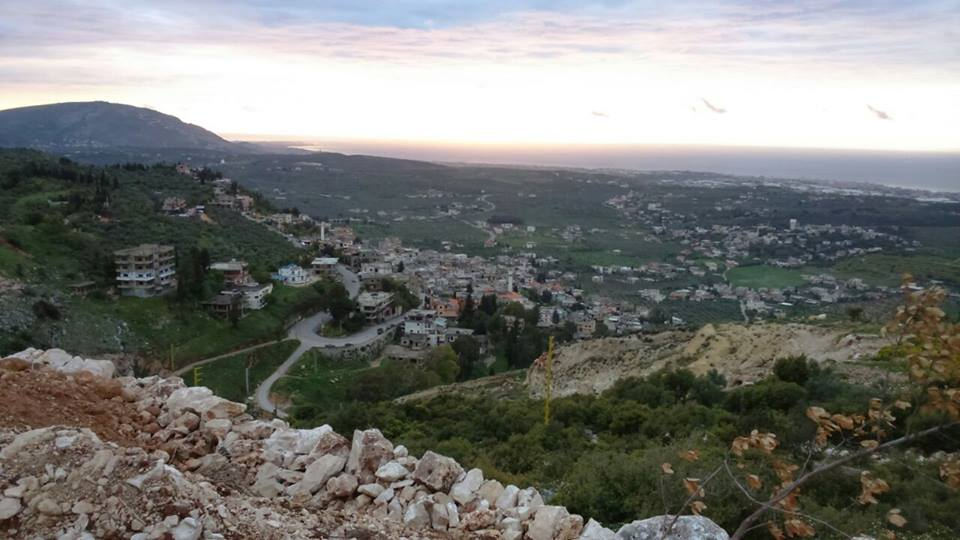
بلدة برقايل.

يمتاز طقسها بالجو المعتدل نسبة لارتفاعها 350 متر عن سطح البحر. يبلغ عدد سكانها حوالي30 ألف نسمه وتشتهر بإنتاج زيت الزيتون والزيتون واللوز والتين والعنب.

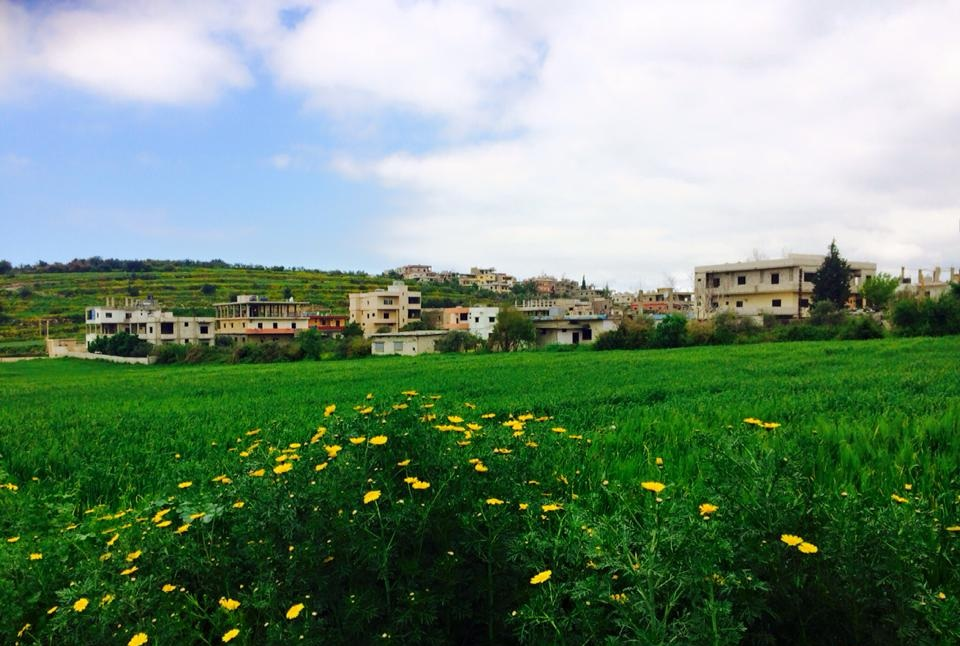
احدى حارات بلدة برقايل.

## التسمية
يقال إن التسمية لكلمة برقايل أصلها سرياني Beraq'ilأي برق الله ولمعانه.
يحد البلدة شرقا بزال وسيسوق، غربا القرقف وببنين، شمالا بقرزلا ومجدلا وجنوبا عيون الغزلان والجديدة.

## حاراتها
مناطق وحارات برقايل تشمل: الدورة، العربيط، الملاّح، الحرف، الكروم، الجامع القديم، عين المطلايا، المروش، بعيزق، المداويرة، الحقلة، الدفلاية، الزاوية، ذوق بيت شرف الدين، ذوق بيت عبد الرزاق، حارة بيت سعيد، الزيلع واللوزية على حدود برقايل و حي الكروم الذي يعتبر عاصمة برقايل السياحية و الاقتصادية و الاجتماعية

## بلدية برقايل
لقد شهدت عكار سنة 1909 ولادة أول بلدية في بلدة حلبا تنفيذا للقانون العثماني الصادر في 27 رمضان سنة 1294 هجرية. وذلك بمساعي من عمر باشا المحمد الذي كان عضو مجلس إدارة متصرفية طرابلس الشام، وفي سنة 1918 نشأت في عكار خمس بلديات أخرى هي: حلبا - بينو- القبيات - منيارة- وبرقايل لكن في سنة 1926 الغيت بلدية برقايل بضغط من عبود بك عبد الرزاق لانه اعتبرها يومئذ عائقا في وجهه. ثم بقيت هذه البلدة بدون بلدية حتى العام 1963

## معالمها
.
المدرسة القديمة في القرية بنيت عام 1965 وتحمل اسم محمد بك المصطفى. أما الثانوية الجديدة فقد بنيت عام 1997 في أرض تابعة للوقف الإسلامي.
الجامع القديم تاسس زمن الحكم العثماني على الأرجح ولا يوجد تأريخ له الا شجرة الدلب التي زرعت بفنائه عام 1190 هجرية أي 1776 ميلادية. {{بحاجة لمصدر|أما المسجد الكبير أو الأبيض (نسبة إلى سجلات الأزهر بمصر) فقد كان لفترة الأكبر في عكار والأكثر شهرة ، كما ويوجد فيها عيون اثرية كعين العربيط وعين عليتا ويوجد بها أيضا جبل الشيخ عبد الوهاب المرتفع وحرش صنوبر.